# Автоарфа

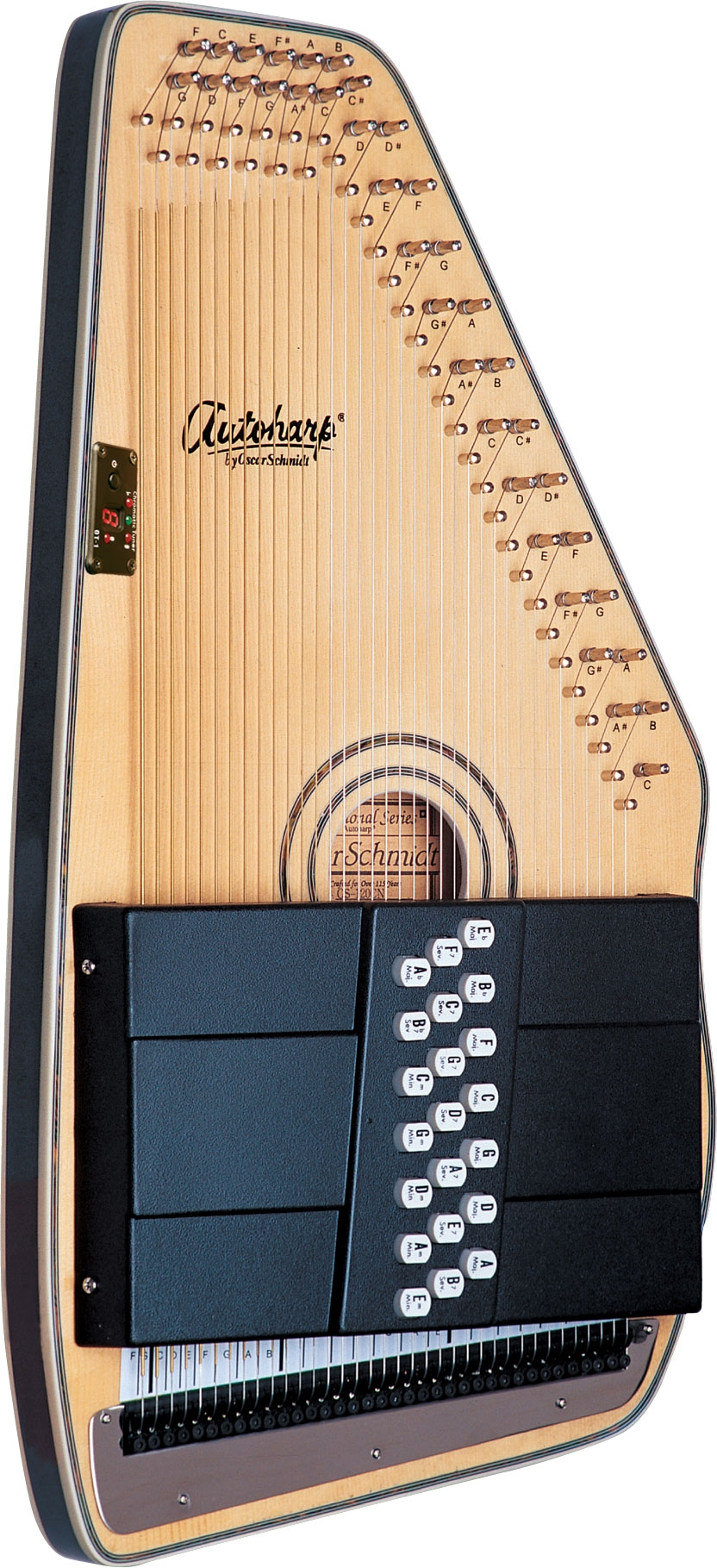
Сучасна автоарфа

Автоарфа (англ. autoharp) — струнний щипковий музичний інструмент. Має акордові бруски з демпферами, які, коли на них натискати, то глушаться всі струни, що не входять у бажаний акорд. Хоча інструмент називається автоарфою, насправді це зовсім не арфа, а акордова цитра.